# دوريس جاكوب
دوريس جاكوب (بالإنجليزية: Doris Jacob) هي منافسة ألعاب القوى نيجيرية، ولدت في 16 ديسمبر 1981.

## وصلات خارجية
- دوريس جاكوب على موقع الاتحاد الدولي لألعاب القوى (الإنجليزية)
- دوريس جاكوب على موقع أوليمبيديا (الإنجليزية)
- دوريس جاكوب على موقع اتحاد ألعاب الكومنولث (مؤرشف) (الإنجليزية)